# Pterolophia quadricristulata
Pterolophia quadricristulata là một loài bọ cánh cứng trong họ Cerambycidae.